# Tövissi József
Tövissi József (Székelykakasd, 1927. június 13. − Kolozsvár, 2015. május 18.) geomorfológus, földrajzi szakíró, egyetemi oktató.

## Életútja
Középiskolai tanulmányait Marosvásárhelyen, a Kőrösi Csoma Sándor polgári fiúiskolában (1944) és a kereskedelmi gimnáziumban (1948) végezte. 1948–52 között a Bolyai Tudományegyetem földtan–földrajz szakán tanult. 1950-ben, harmadéves korában már főgyakornok volt; 1958-ig tanársegéd, 1959–90 között – a Bolyai Tudományegyetemen, majd a BBTE-n adjunktus, előadótanár, 1991-től nyugdíjas, meghívott előadó docens. Oktatói tevékenysége során 18 földrajzi tantárgyat tanított, megszervezte és műszerekkel ellátta a földrajzi tanszék üledékvizsgálati és légifényképértelmezési laboratóriumát.
A Magyar Földrajzi Társaság tiszteleti tagja, 1990–92-ben az EKE elnöke, tiszteletbeli tagja az Erdélyi Múzeum-Egyesületnek és a Kelemen Lajos Műemlékvédelmi Társaságnak.

## Munkássága
Első, geomorfológiai tárgyú tanulmányát a Studia Universitatum Babeş et Bolyai közölte (1958). További kutatásainak eredményeiről közel 60, főleg román nyelvű cikket publikált tudományos szaklapokban (Aluta, Földrajzi Közlemények, az EME Közleményei, Terra, Studia, Contribuţii Botanice, Probleme de Geografie Aplicată) és gyűjteményes kötetekben (Viile şi vinurile din Transilvania. Bukarest, 1975; Hargita megye természet- és környezetvédelmének időszerű kérdései. Csíkszereda, 1979; Földrajzi múzeumi tanulmányok 10. Budapest, 1991; Műemlékvédelem és környezetvédelem. Szováta, 1997; Gazdaság–Eurorégiók. Kolozsvár, 1999).
Kutatási területe: földtudományok, -felszínalaktan, tájértékelés, térszerkezet, környezetkárosodások. 1978-ban doktorált, a földrajztudományok doktora címet adományozták számára.
Egyetemi jegyzetei és tankönyvei a geomorfológiai kutatási módszertanról és a légifénykép-értelmezésről (pl. Îndrumător în cercetări de geomorfologie. Kolozsvár, 1972; Aerofotointerpretare geografică. Társszerző Ion Donisă. Iaşi, 1979; tankönyvként Bukarest, 1980) többnyire román nyelven jelentek meg. Tudománynépszerűsítő írásait a Korunk, A Hét, Művelődés, Családi Tükör, Géniusz, TETT, Szabadság, Székelyföld hasábjain közölte. Középiskolai földrajz és földtan tankönyvek sorát szerkesztette és fordította magyar nyelvre. Az RMIL földtudományi szakszerkesztője.

## Köteteiből
- Erdély természetföldrajza (Nyíregyháza 1993)
- Ködlámpa (Balatonboglár–Budapest, 1997)
- A Keleti-Kárpátok ásványvizeiről és gyógyfürdőiről (társszerző Victor Sorocovschi, Nyíregyháza 2000)
- Az Olt folyó a Kárpát-medencében (Kolozsvár, 2006)